# Егалео
Егалео (грч. Αιγάλεω Egaleo) насеље је у Грчкој и једно од великих предграђа главног града Атине. Егалео припада округу Западна Атина у оквиру периферије Атика.

## Положај
Егалео се налази западно од управних граница Атине. Удаљеност између средишта ова два насеља је свега 5 км.

## Становништво
Кретање броја становника у општини по пописима:
| 1981.  | 1991.  | 2001.  | 2011.  |
| ------ | ------ | ------ | ------ |
| 81.906 | 78.563 | 74.046 | 69.946 |